# Husum (Schweden)
Husum ist ein Tätort in der schwedischen Provinz Västernorrlands län und der historischen Provinz Ångermanland. Der Ort in der Gemeinde Örnsköldsvik liegt an der Küste des Bottnischen Meerbusens, im Mündungsbereich der Flüsse Gildeäven und Husån.
Bis 1971 war Husum Zentralort der damaligen Gemeinde Grundsunda. Im Zuge der schwedischen Gemeindereformen im Jahr 1971 wurde die Gemeinde Grundsunda jedoch aufgelöst und deren Gebiet samt Hauptort Husum der neu gebildeten Gemeinde Örnsköldsvik zugeordnet.
Größter Arbeitgeber in Husum ist mit 750 Mitarbeitern die Metsä Board Sverige AB, eine zum finnischen Metsä-Konzern gehörende Karton- und Zellstofffabrik.

## Persönlichkeiten
- Bror Hjalmar Marklund (1907–1977), Bildhauer
- Kristina Lundberg (* 1985), Eishockey-Nationalspielerin
- Reinhold Svensson (1919–1968), Jazzpianist